# Wiloatma tutuilanus
Wiloatma tutuilanus är en insektsart som beskrevs av Henry Fairfield Osborn 1934. Wiloatma tutuilanus ingår i släktet Wiloatma och familjen dvärgstritar. Inga underarter finns listade i Catalogue of Life.